# Риско (Міссурі)
Риско (англ. Risco) — місто (англ. city) в США, в окрузі Нью-Мадрид штату Міссурі. Населення — 286 осіб (2020).

## Географія
Риско розташоване за координатами 36°33′6″ пн. ш. 89°49′7″ зх. д. / 36.55167° пн. ш. 89.81861° зх. д. (36.551667, -89.818654).  За даними Бюро перепису населення США в 2010 році місто мало площу 1,45 км², з яких 1,45 км² — суходіл та 0,00 км² — водойми.

## Демографія
Згідно з переписом 2010 року, у місті мешкало 346 осіб у 149 домогосподарствах у складі 92 родин. Густота населення становила 238 осіб/км².  Було 169 помешкань (116/км²).
Расовий склад населення:
| - 96,5 % — білих - 1,2 % — чорних або афроамериканців |

До двох чи більше рас належало 2,3 %. Частка іспаномовних становила 0,6 % від усіх жителів.
За віковим діапазоном населення розподілялося таким чином: 21,4 % — особи молодші 18 років, 58,4 % — особи у віці 18—64 років, 20,2 % — особи у віці 65 років та старші. Медіана віку мешканця становила 41,7 року. На 100 осіб жіночої статі у місті припадало 98,9 чоловіків;  на 100 жінок у віці від 18 років та старших — 104,5 чоловіків також старших 18 років.
Середній дохід на одне домашнє господарство  становив 50 033 долари США (медіана — 39 500), а середній дохід на одну сім'ю — 58 376 доларів (медіана — 50 625). Медіана доходів становила 50 625 доларів для чоловіків та 25 938 доларів для жінок. За межею бідності перебувало 19,3 % осіб, у тому числі 22,4 % дітей у віці до 18 років та 31,0 % осіб у віці 65 років та старших.
Цивільне працевлаштоване населення становило 120 осіб. Основні галузі зайнятості: виробництво — 32,5 %, освіта, охорона здоров'я та соціальна допомога — 20,0 %, транспорт — 9,2 %, роздрібна торгівля — 9,2 %.